# Juan Guzmán
Hans Gutmann Guster de naixement, Juan Guzmán com a nom legal, i també conegut com a «Juanito» (Colònia, 28 d'octubre de 1911 – Ciutat de Mèxic, 1982), va ser un fotoperiodista mexicà, nascut alemany, conegut per la seva tasca fotogràfica durant la Guerra Civil Espanyola i els seus treballs amb els pintors mexicans Frida Kahlo i Diego Rivera.

## Biografia
Guzmán va néixer com a Hans Gutmann Guster a la ciutat alemanya de Colònia. Pertanyia a una família modesta i va ser a la seva ciutat natal on va cursar els estudis escolars bàsics. Es va mudar a Berlín a principis de la dècada de 1930, però l'ascens del nazisme va fer que deixés Alemanya. Es va fer fotògraf gràcies al treball que, com il·luminador, va fer a la UFA, i que li va permetre viatjar per França, Itàlia i Grècia. Militant comunista, al juliol de 1936 va viatjar a Barcelona per cobrir l'Olimpíada Popular, un esdeveniment esportiu organitzat com a resposta antifeixista als Jocs Olímpics de Berlín de 1936. El 19 de juliol va presenciar els últims combats desenvolupats a la Ciutat Comtal abans que la revolta contra el govern de la República fos sufocada. A Madrid va compartir laboratori amb el seu company Walter Reuter. A Gutmann li va ser conferit el grau de capità d'enginyers, amb el qual va obtenir la nacionalitat espanyola i va canviar el seu nom pel de Juan Guzmán.
La seva labor com a fotògraf a la guerra espanyola va ser notable. De la cobertura gràfica que Guzmán va fer entre la primavera de 1936 i la tardor de 1938 es conserven més de 3000 fotografies en els arxius de l'agència espanyola Agència EFE. Es tracta de fotos preses a la zona republicana, principalment als fronts de Catalunya, l'Aragó i Madrid. Els objectius de les seves fotos van des d'escenes quotidianes del front i la rereguarda a excel·lents retrats, tant de personatges cèlebres, com de Mikhaïl Koltsov, Ludwig Renn, El Campesino, Buenaventura Durruti o Enrique Lister, com de personatges anònims.
La seva imatge més cèlebre és la fotografia de Marina Ginestà, una militant comunista de 17 anys vestida amb un mono de treball i amb un fusell a l'espatlla al terrat de l'Hotel Colón de Barcelona el 21 de juliol de 1936, pocs dies després del fracàs de la revolta antigovernamental a la Ciutat Comtal. És una de les imatges més icòniques de la guerra. Una altra de les seves fotos més conegudes és la que ell va documentar com d'un sacerdot catòlic, feta a Siétamo (província d'Osca), poc abans de ser executat per milicians anarquistes, tot i que aquesta identificació ha resultat dubtosa.
Després de la guerra, va fugir a França, on va ser confinat en un camp de concentració. Va aconseguir escapar-se i salvar un important arxiu fotogràfic. Va aconseguir arribar a Mèxic el 1939. Al llarg d'un quart de segle, entre 1940 i 1965, va realitzar el gruix de la seva producció fotogràfica. Treballà per a importants publicacions i periòdics, com les revistes Life i Time, i per a institucions públiques i privades, com la Secretaria d'Agricultura i Ramaderia (d'aquella època), el Pemex, l'Institut Nacional d'Antropologia i Història, la General Motors, la Biblioteca Benjamin Franklin i probablement la Secretaria de Recursos Hidràulics.
Va fer amistat amb Frida Kahlo, amb la qual compartia orientació política. A la dècada de 1950 va fer una gran quantitat de fotografies de Kahlo i el seu marit Diego Rivera. Guzmán també va fotografiar les obres d'altres pintors mexicans com Gerardo Murillo, Jesús Reyes Ferreira i José Clemente Orozco. Va morir a Ciutat de Mèxic el 6 de novembre 1982, als 71 anys.

## Estil
L'estil de Juan Guzmán va estar influït per corrents avantguardistes, com la fotografia alemanya de la dècada de 1930 o el constructivisme. La Guerra Civil Espanyola va ser important per posar-lo en contacte amb el fotoperiodisme. Segons la investigadora Maricela González Cruz Manjarrez, «Les dures experiències de la guerra, el nazisme i el feixisme el van marcar, i mantenen les seves emocions al marge en el treball que desenvolupa a Mèxic». Les influències, tant les formals com les relatives a la seva experiència vital, el van portar a desenvolupar un estil propi també influït per la dinàmica desenvolupista impulsada pels successius governs mexicans posteriors a Lázaro Cárdenas. Els seus treballs periodístics, en canvi, realcen la quotidianitat i l'actualitat. Amb una notable qualitat tècnica, les fotos de Guzmán es caracteritzen per la sobrietat.

## Arxiu
L'arxiu de Juan Guzmán consta de al voltant 170 000 peces. Part del material produït va quedar en poder, en vida de Guzmán, dels mitjans amb els quals va col·laborar. També va vendre parts del seu arxiu (per exemple, una sèrie de dues mil peces relacionades amb l'art mexicà, a l'INBA durant la dècada de 1970). La resta va ser deixat en herència a la seva companya, Teresa Miranda, qui ho va vendre el 2006 a la Fundació Televisa. Només s'exceptuen algunes sèries, com els dos mil negatius venuts a l'agència EFE el 1987; material relacionat amb l'art mexicà, venut a principis de la dècada del 1990 a l'UNAM; material relacionat amb la febre aftosa i temes rurals a la Universitat Autònoma Chapingo.